# Lois Abbingh
Lois Abbingh (n. 13 august 1992, Groningen, Țările de Jos) este o handbalistă neerlandeză care joacă pentru clubul danez Odense Håndbold pe postul de intermediar stânga. Ea este de asemenea componentă a echipei naționale a Țărilor de Jos, alături de care a obținut locul opt la Campionatul European din 2010. Abbingh a contribuit cu șapte goluri la acest rezultat, care reprezintă cea mai bună clasare pe care Țările de Jos au realizat-o vreodată la un Campionat European.
În 2011, Abbingh a fost o jucătoare cheie a echipei Țărilor de Jos care a jucat finala Campionatului European Feminin sub 19 ani, fiind învinsă de Danemarca la un scor strâns, 27–29. Abbingh a înscris 65 de goluri la acel turneu și a devenit astfel cea mai bună marcatoare.
De asemenea, Lois Abbingh a participat la Campionatul Mondial pentru Junioare din 2012, găzduit de Cehia.
În iulie 2014, presa din România a anunțat transferul handbalistei la clubul HCM Baia Mare, începând cu sezonul 2014-2015 al Ligii Naționale.

## Palmares
Club
- Cupa Germaniei:
  -  Câștigătoare: 2012

- Liga Națională:
  -  Medalie de argint: 2015

- Cupa României:
  -  Câștigătoare: 2015

- Supercupa României:
  -  Câștigătoare: 2015

Echipa națională
- Campionatul Mondial:
  -  Medalie de aur: 2019
  -  Medalie de argint: 2015
  -  Medalie de bronz: 2017

## Premii individuale
- Cea mai bună marcatoare din Eredivisie: 2010
- Cea mai bună marcatoare a Campionatului European Feminin sub 19 ani: 2011